# Rakovski (obchtina)
Pour la ville, voir Rakovski (Plovdiv).
L'Obchtina Rakovski (bulgare : Община Раковски) est une commune dans le centre de la Bulgarie.

## Géographie physique
La commune de Rakovski est située dans le centre de la Bulgarie, à 163 km à l'est-sud-est de la capitale Sofia et à 27 km au nord-est de la capitale régionale Plovdiv.

## Géographie humaine
| 1926 | 1934 | 1946 | 1956 | 1965 | 1975 | 1985 | 1992 | 2001 |
| ---- | ---- | ---- | ---- | ---- | ---- | ---- | ---- | ---- |
| -    | -    | -    | -    | -    | -    | -    | -    | -    |

| 2011   | 2021   | 2022   | - | - | - | - | - | - |
| ------ | ------ | ------ | - | - | - | - | - | - |
| 26 204 | 25 326 | 25 623 | - | - | - | - | - | - |

## Administration

### Structure administrative
La municipalité de Rakovski comprend 7 localités (1 ville et 6 villages) :
| - Bèlozém - Bolyarino - Chichmanstsi - Momino Sélo | - Rakovski - Stryama - Tchalakovi |

Le chef-lieu de la commune de Rakovski est la ville de Rakovski.

### Jumelages
- Strumica (Macédoine du Nord) depuis 2009
- Arzergrande (Italie) depuis 2019
- Kiseljak (Bosnie centrale) (Bosnie-Herzégovine) depuis 2022
- Raion de Taraclia (Moldavie) depuis 2022
- Luján (Argentine) depuis 2022

## Galerie

Carte géographique de la commune de Rakovski
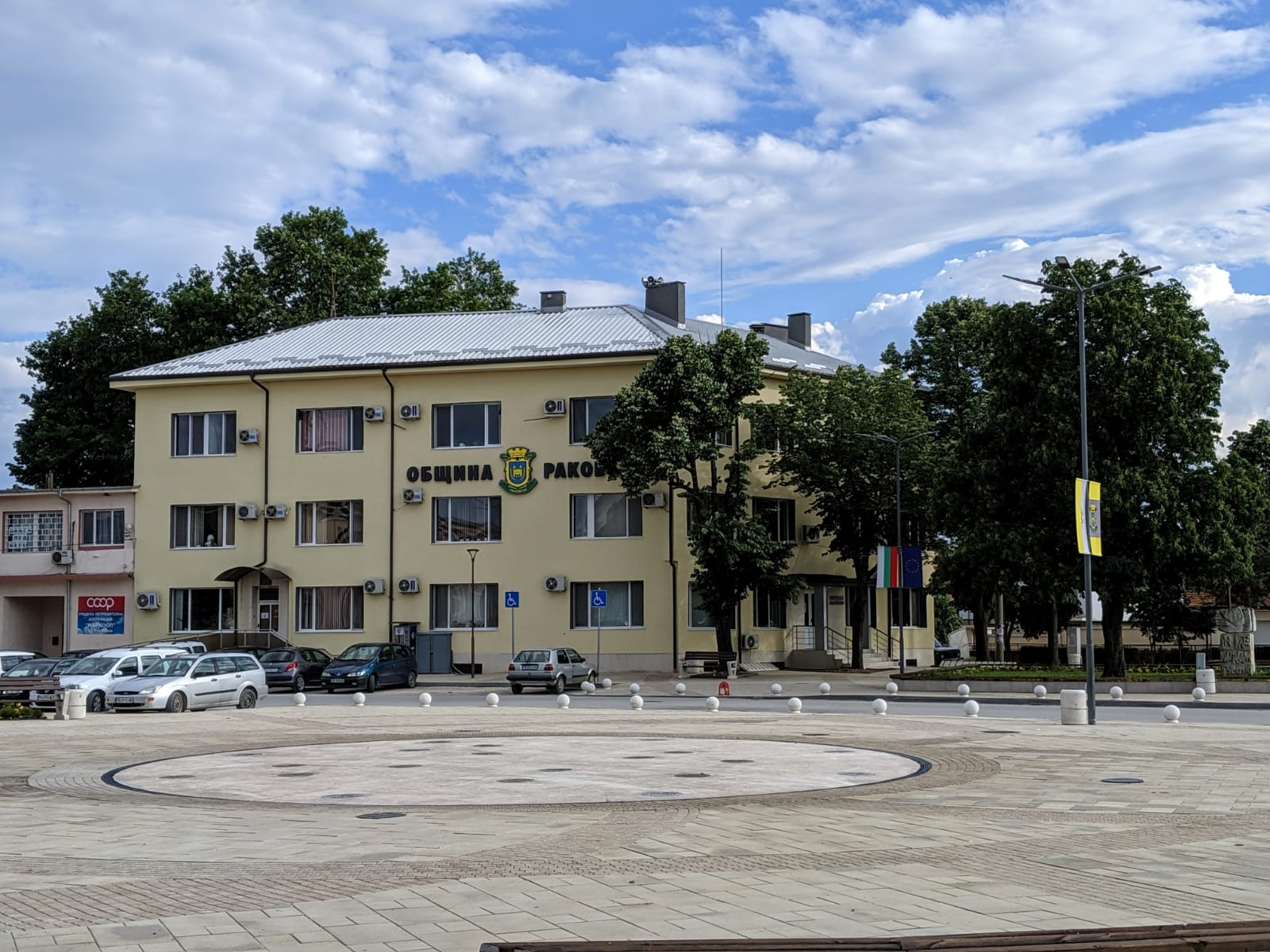
Rakovski : l'hôtel de ville
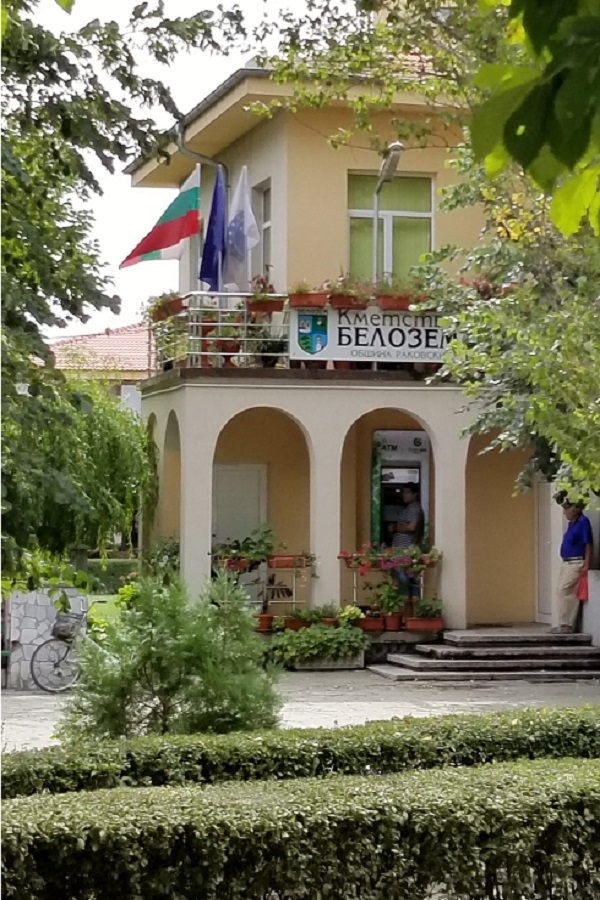
Bèlozém : la mairie de village
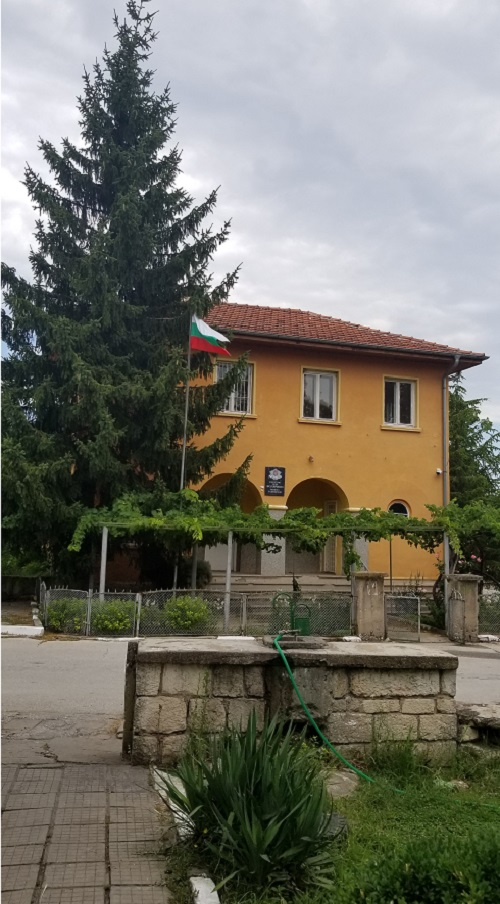
Bolyarino : la mairie de village
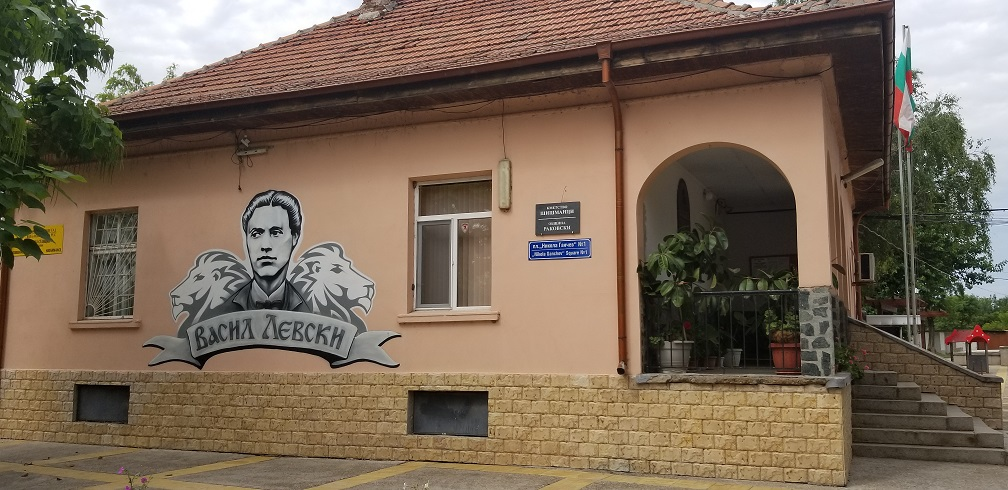
Chichmantsi : la mairie de village
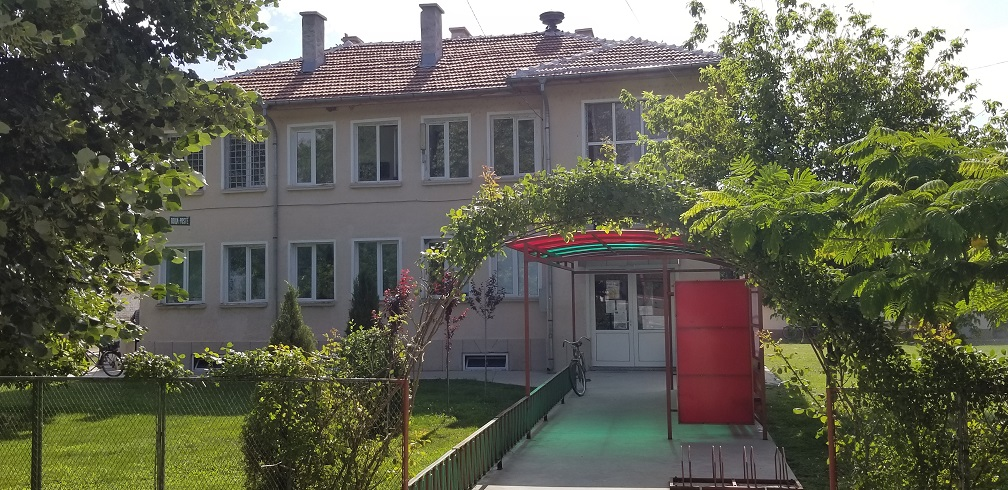
Momino Sélo : la mairie de village
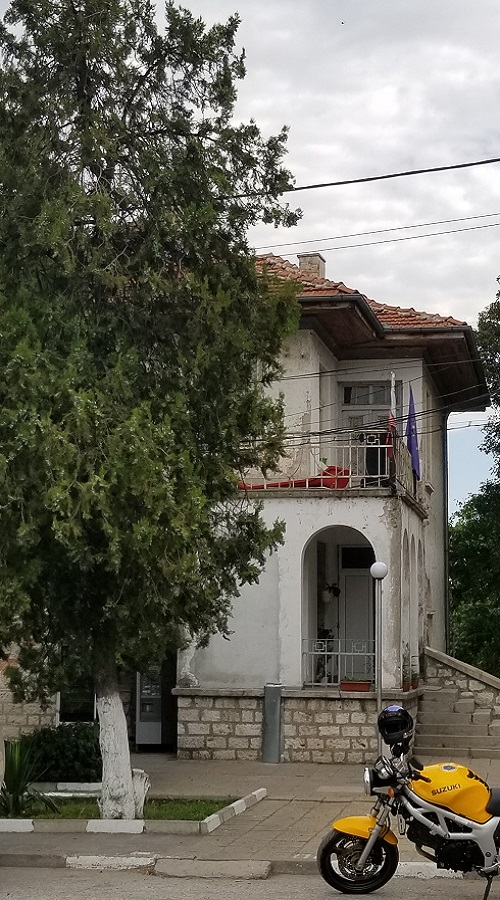
Tchalakovi : la mairie de village
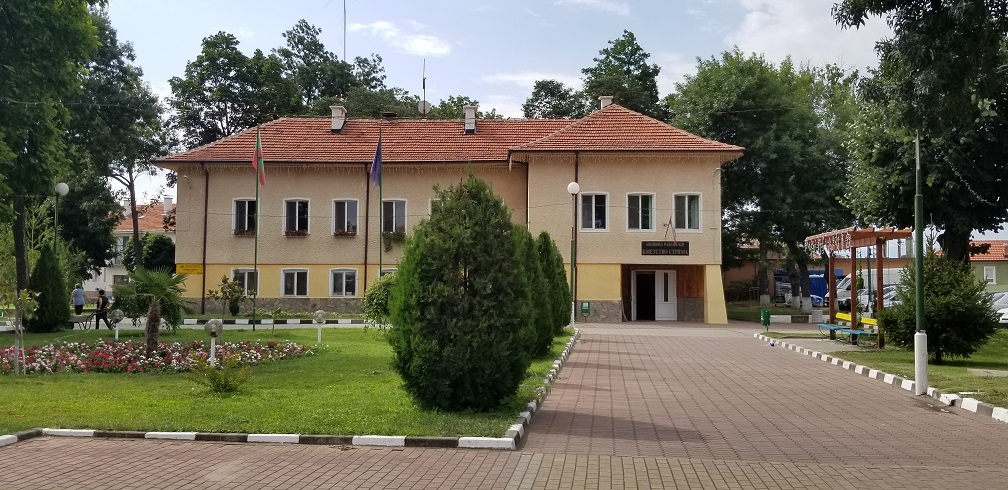
Stryama : la mairie de village